# Zu Jia
Zu Jia (祖甲) fue un rey de China de la dinastía Shang. Su capital era Yin (殷).
Los huesos oraculares de su reinado muestran que cambió la tradición. Intentó hacer un gobierno más racional, interrumpiendo los sacrificios a antepasados míticos, montañas y ríos, e incrementando los sacrificios a figuras históricas, como Wu Ding.